# Recompensă cu bucluc
Recompensă cu bucluc (în engleză The Bounty Hunter) este un film de comedie regizat de Andy Tennant și protagonizat de Jennifer Aniston și Gerard Butler. Filmul a fost lansat pe 19 martie 2010 în Statele Unite ale Americii și Regatul Unit și pe 28 martie în România.

## Intrigă
Milo Boyd (Gerard Butler) este un vânător de recompense care este angajat să o ducă pe fosta sa soție, jurnalista Nicole Hurley (Jennifer Aniston), la Departamentul de Poliție din New Jersey pentru a împlini condamnarea de agresiune la un polițist. Chiar și așa, Nicole este decisă să scape de custodia lui Milo asupra ei, și încearcă să fugă în numărate ocazii. Cu timpul, Nicole și Milo încep să își dea seama că încă se iubesc. Totul se complică când amândoi se implică într-un caz de trafic de droguri, pentru care Nicole deja investigase pentru ziarul la care muncește. Pe parcurs, amândoi, cu ajutorul poliției, îi prind pe infractori. Sfârșitul filmului este o scenă cu un sărut între Milo și Nicole, care au ajuns și ei în pușcărie pentru agresiuni la poliție.

## Distribuție
- Jennifer Aniston ca Nicole Hurley (fostă Boyd), o reporteriță la Daily News
- Gerard Butler ca Milo Boyd, vânător de recompense și fost ofițer de poliție.
- Jason Sudeikis ca  Stewart
- Jeff Garlin ca Sid
- Cathy Moriarty ca Irene
- Ritchie Coster ca Ray
- Joel Marsh Garland ca Dwight
- Siobhan Fallon Hogan ca  Teresa
- Peter Greene ca Earl Mahler
- Dorian Missick ca Bobby Jenkins
- Carol Kane ca Dawn
- Adam LeFevre ca Edmund
- Adam Rose ca Jimmy
- Christine Baranski ca Kitty Hurley
- Matt Malloy ca Gary